# Jakowlew Jak-201
Die Jakowlew Jak-201 (russisch Яковлев Як-201) war ein Projekt zur Weiterentwicklung des überschallfähigen VTOL-Kampfflugzeugs Jak-141 und des Projekts Jak-43. Das Konzept wurde Mitte der 1990er Jahre vom OKB Jakowlew in Eigeninitiative entworfen.

## Geschichte
Der Entwurf wurde Mitte der 1990er Jahre auf Initiative der Verantwortlichen des Konstruktionsbüros Jakowlew ins Leben gerufen. Nach der Entwicklung der Jak-141 und dem Stopp des Projekts Jak-43 begann mit der Jak-201 die Entwicklung eines neuen Senkrechtstarters. Die Jak-201 sollte sich von der Jak-141/43 durch einen größeren Aktionsradius und Stealth-Fähigkeit unterscheiden. In den Jahren 1996–1997 wurde das Flugzeug dem russischen Verteidigungsministerium angeboten, aber das Projekt wurde nicht in Anspruch genommen, vor allem aus finanziellen Gründen und aufgrund der mangelnden Gewissheit des Verteidigungsministeriums im Rahmen des LFI-Programms. Bei der Jak-201 handelt es sich nur um einen Entwurf. Es wurde lediglich ein 1:1-Mock-Up gebaut.

## Konstruktion
Das Flugzeug war nach dem Schema der Jak-141 und Jak-43 konstruiert. An den beiden Leitwerksträgern war je ein Höhen- und Seitenruder angebracht. Dazwischen hätte sich die um 90–100° nach unten schwenkbare Schubvektordüse des kombinierten Marsch- und Hubtriebwerks befunden. Sowohl ein rechteckiger als auch ein runder Düsenauslass wurden in Betracht gezogen. Im Flugzeug sollte ein einzelner Hubfan hinter dem Cockpit mit mechanischem Antrieb über eine Welle, angetrieben durch das Haupttriebwerk, verwendet werden. Die Möglichkeit, den Schubvektor zu ändern, hätte das Flugzeug sehr wendig gemacht. Im Bugbereich war nur das Radar und das großzügig verglaste Cockpit sowie das einrädrige Bugfahrwerk angeordnet. Andere Komponenten wie die Avionik oder die GSch-301-Bordkanone befanden sich aus Schwerpunktgründen hinter dem Hubfan.
Das Flugzeug wurde für einen Piloten ausgelegt. Obschon die endgültige Triebwerksversion nicht definiert war, sollte das Flugzeug eine ungefähre Geschwindigkeit von 1250 km/h in Bodennähe und in Operationshöhe von 1800 km/h erreichen. Die projektierte Dienstgipfelhöhe der Jak-201 betrug 15.000 m.

## Technologietransfer
Die Schubvektordüse und die Vertikalflugsteuerung der Lockheed Martin F-35B war unter Mithilfe von Jakowlew auf Basis von Technologien der Jak-141 entwickelt worden. Dazu hatte Lockheed Martin 1991 mit Jakowlew eine Zusammenarbeit vereinbart, die bis 1997 dauerte und die weitere Entwicklung der Jak-141 finanziert. In gewisser Weise kann die F-35 daher als eine abgeänderte, realisierte Version der Jak-201 angesehen werden.

## Technische Daten
| Kenngröße             | Daten          |
| --------------------- | -------------- |
| Besatzung             | 1 Pilot        |
| Länge                 | 18,3 m         |
| Spannweite            | 10,1 m         |
| Höhe                  | 05,0 m         |
| Flügelfläche          | 63,4 m²        |
| Leermasse             | 9.680 kg       |
| normale Startmasse    | 13.600 kg      |
| max. Startmasse       | 14.600 kg      |
| Triebwerk             | 1 × unbestimmt |
| Höchstgeschwindigkeit | 1.800 km/h     |
| Reisegeschwindigkeit  | 1.200 km/h     |
| Einsatzradius         | 690 km         |
| Einsatzhöhe           | 15.000 m       |

Bewaffnung
- Kanone: 30 mm, GSch-301 (120 Schuss)
- Aufhängepunkte:
  - 4 × intern für Lenkwaffen
  - 2 × extern für Lenkwaffen, Bomben, Kanonenbehälter
- Lenkwaffen: R-77 (RWW-AE), R-27, R-73, R-60, Ch-25, Ch-31A, Ch-35
- Ungelenkte Raketen: im Kaliber von 80 bis 240 mm, bis zu sechs Bomben im Kaliber 500 kg.
- 2 Kanonenbehälter UPK23/250, Kaliber 23 mm, mit 250 Schuss Munition